# Grottammare
Grottammare ist eine italienische Gemeinde mit 15.851 Einwohnern (Stand 31. Dezember 2023) in der Provinz Ascoli Piceno in den Marken. Der Ort liegt etwa 35 Kilometer nordöstlich von Ascoli Piceno an der Adria. Der Strand trägt das Gütezeichen der Blauen Flagge. Der 43. Breitengrad geht durch den Ort.
Die Gemeinde ist Mitglied der Vereinigung I borghi più belli d’Italia (Die schönsten Orte Italiens).

## Geschichte
Bereits in der Steinzeit war die Gegend besiedelt. Im Mittelalter lag die Gegend unter der Herrschaft der Benediktinerabtei Farfa.

## Verkehr
Sowohl die Strada Statale 16 Adriatica als auch die Autostrada A14 durchqueren das Gemeindegebiet. Der Bahnhof von Grottammare liegt an der Bahnstrecke der Adriabahn von Ancona nach Pescara.

## Städtepartnerschaften
- Neapel
- Ilha do Sal
- Gjirokastra
- Itiúba
- Sant’Agata de’ Goti

## Persönlichkeiten
- Sixtus V. (1521–1590), Papst
- Odoardo Agnelli (1813–1878), Kurienbischof, Präsident der Päpstlichen Diplomatenakademie
- Pericle Fazzini (1913–1987), Bildhauer
- Mario Carotenuto (1915–1995), Schauspieler